# Marcel Ciolacu
Ion-Marcel Ciolacu (* 28. listopadu 1967 Buzău) je rumunský politik. Od 15. června 2023 do 6. května 2025 byl premiérem Rumunska. Od listopadu 2019 je také lídrem Sociálně demokratické strany (PSD). Jeho ideologie bývá charakterizována jako levicový nacionalismus nebo sociální konzervatismus. Zastává jednoznačně proukrajinské postoje.

## Život
Jeho otec byl profesionální vojenský pilot. V roce 1989 se mladý Marcel aktivně účastnil rumunské revoluce v rodném Buzău. V roce 1990 se stal členem Fronty národní spásy. V roce 1996 se stal druhým nejvýznamnějším členem ve vedení mládežnické organizace strany. Vystudoval práva na Ekologické univerzitě v Bukurešti, absolvoval roku 1995. V roce 2005 byl několik měsíců prozatímním prefektem Buzău, poté se stal zástupcem starosty Buzău (2008–2012). Ciolacu vstoupil do celostátní politiky v roce 2012, kdy byl poprvé zvolen poslancem parlamentu. V roce 2015 byl zvolen předsedou PSD Buzăuské župy. Jeho volbu provázely spory, jeho protikandidát, senátor Vasile Ion, ho obvinil ze zmanipulování voleb. Ciolacu byl znovu zvolen do parlamentu v roce 2016.
Lokální politickou úroveň opustil v roce 2017, kdy se poměrně nečekaně stal místopředsedou vlády v kabinetu premiéra Mihai Tudoseho. Byl tehdy považován za muže Liviu Dragney, předsedy Sociálně demokratické strany, který se nemohl stát premiérem kvůli podílu na volebním podvodu, ale chtěl si udržet ve vládě vliv a zajistit, aby mu premiér Tudose "nepřerostl přes hlavu". K tomu mu měl pomáhat hlavně Ciolacu, nicméně brzy se ukázalo, že se Ciolacu s Dragneou rozešel a stal se spojencem Tudoseho. V lednu 2018 se Tudose pokusil převzít plnou kontrolu nad svou vládou tím, že požádal o rezignaci ministryni vnitra Carmen Danovou, loajální Dragneovu spojenkyni. Ciolacu se tehdy veřejně přihlásil do tábora Tudoseho. Dragnea svolal zvláštní schůzi vedení strany, aby přinutil Tudoseho rezignovat. Když Tudose viděl, že většina strany zůstala loajální Dragneovi, rozhodl se podat demisi, aby se vyhnul vyslovení nedůvěry v parlamentu, což byl osud jeho předchůdce. Ciolacu rezignoval krátce poté. V politice i vlastní straně byl následně marginalizován, byť si udržel pozici župního vůdce sociálních demokratů. V říjnu 2018 tisk informoval o údajné šarvátce mezi Ciolacem a Dragneou, k níž mělo dojít na půdě parlamentu, ale oba toto tvrzení popřeli.
Ciolacu se znovu vrátil na výsluní v roce 2019 poté, co byl Liviu Dragnea odsouzen za zneužití úřadu a krádež duševního vlastnictví na 3,5 roku do vězení. Sociální demokraté, kteří stále kontrolovali většinu jak ve Sněmovně, tak v Senátu, se rozhodli vyzdvihnout politiky, kteří v minulosti Dragneovi oponovaly. To byla velká šance hlavně pro Ciolaca, neboť Tudose předtím stranu opustil a založil si vlastní hnutí PRO România. A tak byl Ciolacu zvolen předsedou Poslanecké sněmovny (byť velmi těsným poměrem hlasů), což byl post, který dříve zastával Dragnea. Poté, co nová předsedkyně PSD Viorica Dăncilăová prohrála v rumunských prezidentských volbách v roce 2019, byl Ciolacu zvolen do čela strany. Nejprve jako pověřený předseda, posléze byl ve funkci potvrzen i sjezdem strany (jehož svolání bylo komplikováno pandemií covidu). Sjezd se konal 22. srpna 2020, Ciolacu v hlasování nad svým hlavním protikandidátem jasně zvítězil poměrem 1310:91. Ciolacu pak dovedl stranu k vítězství v rumunských parlamentních volbách v roce 2020, ale v novém zákonodárném sboru nebyl schopen vytvořit většinovou koalici. Mneší strany vytvořily 23. prosince koalici obcházející vítěze voleb a Ciolacu se stal vůdcem opozice. V roce 2021 se mu však po politické krizi, která vedla ke zhroucení Cîțuova kabinetu, podařilo přivést PSD do vlády a vytvořit kabinet se svým bývalým rivalem, Národní liberální stranou.
V listopadu 2023 se Ciolacu stal prvním světovým lídrem, který navštívil Izrael po začátku války s Hámasem. V květnu 2025 rezignoval na funkci premiéra Rumunska v důsledku výsledků prvního kola prezidentských voleb v Rumunsku v roce 2025.